# Карпов, Владимир Васильевич
Влади́мир Васи́льевич Ка́рпов (28 июля 1922 года, Оренбург, РСФСР — 18 января 2010 года, Москва, Российская Федерация) — русский советский писатель, публицист и общественный деятель.
Автор романов, повестей, рассказов и исследований о Великой Отечественной войне. Герой Советского Союза (1944). Лауреат Государственной премии СССР (1986). Член ВКП(б) с 1943 года.

## Биография
Родился 28 июля 1922 года в городе Оренбурге, русский. Жил и учился в школе в Ташкенте. . Учился в Ташкентском пехотном училище в 1939—1941 годах. Был чемпионом Узбекистана и республик Средней Азии по боксу в среднем весе.
В феврале 1941 года, будучи курсантом, был арестован и осуждён по 58-й статье военным трибуналом Средне-Азиатского военного округа за антисоветскую агитацию на пять лет лишения свободы. В ноябре 1942 года отправился на фронт в составе 45-й отдельной штрафной роты, сформированной в Тавдинлаге из заключенных-добровольцев.
С января 1943 года — в разведвзводе 629-го стрелкового полка 134-й стрелковой дивизии 41-й армии. Приказом по 629-му стрелковому полку 134-й стрелковой дивизии №: 5/н от: 28.01.1943 года красноармеец взвода пешей разведки Карпов награждён медалью «За отвагу»:
За то, что при выполнении боевой задачи по захвату «языка» в ночь с 27 на 28 января 1943 года около города Белого Смоленской области вместе с группой проделал проход в проволочном заграждении, приблизился к блиндажу, забросал его гранатами — уничтожив при этом 8 солдат противника — захватил пленного и доставил его в штаб полка.
В феврале 1943 года за проявленное отличие в боях с него была снята судимость. В том же году принят в ВКП(б). В дальнейшем был командиром взвода разведчиков. В апреле 1943 года 41-я армия была расформирована, и 134-я стрелковая дивизия была передана в 39-ю армию. 17 августа 1943 года был ранен. Приказом по 134-й стрелковой дивизии 0176\н от 3 сентября 1943 года командир взвода пешей разведки 629-го стрелкового полка лейтенант Карпов награждён орденом Красной Звезды:
За то, что в бою 15 августа 1943 года, во время отражения третьей по счёту контратаки противника, лично корректировал огонь артиллерии, которым было уничтожено 1 танк «Тигр», 1 САУ «Фердинанд» и до 70 солдат противника.
Приказом ВС 39-й армии №: 75 от: 01.02.1944 года помощник начштаба по разведке 629-го стрелкового полка лейтенант Карпов В. В. награждён орденом Красного Знамени:
За то, что в время сильного боя 10 ноября 1943 года организовал разведгруппу, которая блокировала два мешавших ДЗОТа и их гарнизоны, и уничтожил 90 солдат и офицеров противника и взял в плен 17, и за то, что в бою 11 ноября 1943 года при наступлении на дер. Жолнерово вместе с тремя разведчиками уничтожил гранатами два станковых пулемёта и 8 немецких солдат — их расчёты — обеспечив продвижение наших войск.
Участвовал в захвате 79 «языков».
Указом Президиума Верховного Совета СССР от 4 июня 1944 года В. В. Карпов удостоен звания Героя Советского Союза:
За то, что 19 августа 1943 года, проникнув во вражеский тыл и обнаружив крупную группировку противника, проявил храбрость и мужество и, корректируя огонь батарей, вызвал по рации огонь на себя. Артогнём было уничтожено до 200 немецких солдат, танки и 1 САУ. За то что в бою 15 сентября 1943 года вместе с группой из 8 разведчиков проник во вражеский тыл, уничтожил свыше 50 солдат и офицеров противника и захватил населённый пункт Маецкое. На следующий день вместе с группой в боях за деревню Ефремово проникнув в тыл первым ворвался в деревню, с группой уничтожил свыше 40 солдат противника и лично взял 11 пленных. За то, что в бою при захвате большака Демидово-Смоленск, тов. Карпов с группой бойцов пробрался в немецкий тыл и уничтожил гарнизон большака — до 60 человек. За то, что в бою в районе деревни Василено Духовщинского района, рискуя жизнью, спас командира полка с бойцами, ворвавшись во фланг противнику и лично уничтожив из автомата 25 немцев, обеспечил захват населённого пункта. За месяц боев тов. Карпов более 30 раз ходил во вражеский тыл и уничтожил со своей группой более 350 солдат и офицеров и взял в плен свыше 35 «языков».
Последний подвиг совершил в ходе подготовки к Белорусской наступательной операции — по заданию командующего 3-м Белорусским фронтом И. Д. Черняховского в немецкой военной форме перешёл линию фронта, пробрался в оккупированный Витебск, получил от местных подпольщиков документы с важными сведениями об обороне противника. При возвращении обратно был задержан патрулём, при доставке в комендатуру притворился пьяным и, воспользовавшись ослаблением бдительности конвойных, уничтожил их и бежал. При обратном переходе через линию фронта получил несколько тяжелых ранений, спасён высланной навстречу разведгруппой. Разведданные были доставлены командованию.
На фронт уже не вернулся. В конце 1944 года после нескольких месяцев лечения в госпитале стал слушателем Высшей разведывательной школы Генерального штаба. Тогда же ему присвоено воинское звание старший лейтенант.
В 1945 году опубликовал свои первые литературные произведения.

## После войны
В 1947 году окончил Военную академию им. М. В. Фрунзе, а в 1954 году — вечернее отделение Литературного института имени А. M. Горького. В 1947—1954 годах работал в Генштабе (ГРУ). В 1954—1965 годах служил в Краснознамённом Туркестанском военном округе.

Могила Карпова на Троекуровском кладбище Москвы.

Был командиром полка (Памир, Каракумы, Кизил-Арват, Мары) и начальником штаба 53-й гвардейской мотострелковой дивизии (Кушка), работал в Генштабе. С 1962 года — член Союза Писателей СССР. В 1966 году уволен из рядов Вооружённых сил СССР в запас и вернулся в Ташкент.
В 1966—1973 годах — заместитель главного редактора Государственного комитета Узбекской ССР по печати. В 1973—1981 годах — заместитель главного редактора журнала «Октябрь». В 1977 году на центральном телевидении вел телеальманах «Подвиг». В 1981—1986 годах — главный редактор журнала «Новый мир». В 1986—1991 годах — первый секретарь правления Союза Писателей СССР.
Скончался 18 января 2010 года в Москве. Похоронен на Троекуровском кладбище.
На доме, где в 1987—2010 годах жил Карпов (Кутузовский проспект, дом 26), установлена мемориальная доска. Именем Карпова названа улица в Оренбурге.

## Общественно-политическая деятельность
Депутат Верховного Совета СССР 11 созыва (1984—1989), член Совета Национальностей Верховного Совета СССР от РСФСР. В 1989 году был избран народным депутатом СССР.
Кандидат в члены ЦК КПСС с марта 1986 по май 1988 года. Член ЦК КПСС с мая 1988 по август 1991 года.

## Награды, звания и премии
- Герой Советского Союза (4 июня 1944 года);
- орден «За заслуги перед Отечеством» IV степени;
- Орден «За заслуги» ІІІ степени (2005, Украина)[9];
- 2 ордена Ленина;
- орден Октябрьской Революции;
- орден Красного Знамени;
- орден Отечественной войны I степени[10];
- орден Трудового Красного Знамени;
- 2 ордена Красной Звезды;
- медаль «За отвагу»;
- медаль «За боевые заслуги»;
- другие медали.
- Почётный гражданин Оренбурга, Ржева, Смоленска и Ташкента.
- Государственная премия Узбекской ССР (1970);
- Серебряная медаль имени Александра Фадеева (1975);
- премия Министерства обороны СССР (1977) за роман «Взять живым»;
- Государственная премия СССР (1986) за повесть «Полководец».
- Почётная грамота Правительства Российской Федерации (28 июля 1997 года) — за заслуги перед государством, большой личный вклад в развитие российской культуры и в связи с 75-летием со дня рождения[11]

## Некоторые произведения
- Избранные произведения в двух томах. М., Воениздат, 1982.
- Избранные произведения в трех томах. М., Художественная литература, 1990.
- «Двадцать четыре часа из жизни разведчика» (1960).
- «Командиры седеют рано» (1965).
- «Маршальский жезл» (1970).
- «Вечный бой». Роман. — М., Воениздат, 1970
- «Взять живым!» — М. Воениздат, 1974, роман (экранизирован в 1982 г.)
- «Не мечом единым» (1979), роман.
- «Эстафета подвига» (1980).
- «Полководец» (1984) — документальная повесть о генерале Петрове.
- «Маршал Жуков, его соратники и противники в годы войны и мира», в 2 томах (1989).
- «Маршал Жуков. Опала» (1994).
- «Жуков на фронтах Великой войны» (1996).
- «Расстрелянные маршалы» (1999).
- «Судьба разведчика» (2000).
- «Генералиссимус», в 2 томах (2002) — биография Сталина.
- «Генерал армии Хрулев. Всё для Победы. Великий интендант» (2004).
- «Дальше Кушки не пошлют», повесть (2005)
- «Маршал Баграмян. Мы много пережили в тиши после войны» (2006).
- «Генерал армии Черняховский» (2006).
- «Се ля ви… Такова жизнь» (2007) — повести и рассказы.
- «Большая жизнь» (2009) — автобиография.
- «Гибель и воскрешение разведчика» (2010).
- «Выдающийся полководец — товарищ Ким Чен Ир» (совместно с Д. Язовым)[12].

## Критика
Карпов обвиняется некоторыми профессиональными историками во вводе в оборот подложных документов по советской истории. Например, один из таких документов, так называемый «первый вариант Генерального соглашения между НКВД и гестапо», популяризированный Карповым, часто рассматривается как фальшивый.
Историк Александр Дюков среди прочего указывает на следующие, по его мнению, фальшивки: «Расовые инструкции отбора в НКВД», «Записка Берии со статистикой репрессий», «документы» о подготовке перемирия с немцами в феврале 1942 года.
Писатель-фронтовик Владимир Бушин в своих книгах подробно опроверг утверждения Карпова об истории Великой Отечественной войны.
В 2008 году интервью Карпова было использовано при создании фильма «Советская история».